# Lotus jacobaeus
Lotus jacobaeus är en ärtväxtart som beskrevs av Carl von Linné. Lotus jacobaeus ingår i släktet käringtänder, och familjen ärtväxter. Inga underarter finns listade i Catalogue of Life.